# Saint-Augustin (Quebec)
Saint-Augustin es un municipio canadiense situado en la provincia de Quebec.

## Superficie
Saint-Augustin tiene una superficie de 1137,68 km².

## Demografía
En 2021, tenía 425 habitantes, una densidad poblacional de 0,4 hab./km², y 228 viviendas.